# Любенчук Микола Іванович
Мико́ла Іва́нович Любенчу́к (31 липня 1946, село Шутнівці Кам'янець-Подільського району Хмельницької області — 17 липня 1997, село Гуменці Кам'янець-Подільського району Хмельницької області) — народний депутат України першого скликання (від 15 травня 1990 року до 10 травня 1994 року; Чемеровецький виборчий округ № 414).

## Біографія
Микола Любенчук народився в сім'ї Івана Миколайовича Тихолаза, який працював трактористом у селі Острівчани, та Надії Андріївни Любенчук, яка в цьому ж селі працювала колгоспницею.
У 1954—1958 роках навчався в початковій школі в Шутнівцях, далі в середній школі у Верхніх Панівцях (нині в складі села Панівці Кам'янець-Подільського району).
У 1961—1963 роках працював кормачем на відгодівлі свиней у колгоспі «Україна» села Устя Кам'янець-Подільського району, одночасно навчався у вечірній школі у Верхніх Панівцях. Від 1963 року навчався в Ново-Ушицькому технікумі механізації сільського господарства. 1967 року здобув тут фах техніка-механізатора. У 1967—1969 роках служив в армії, демобілізувався старшим сержантом.
Повернувшись з армії, від 1969 року працював помічником бригадира тракторної бригади, від вересня 1971 року — бригадиром комплексної бригади № 3 села Шутнівці, обліковцем в рідному селі, від 1972 року — головним інженером, директором колгоспного комбікормового заводу, від 1973 року — заступником голови сільської ради.
1977 року заочно закінчив Кам'янець-Подільський сільськогосподарський інститут (нині Подільський державний аграрно-технічний університет), здобув фах інженера-механіка.
Від 1974 року працював у колгоспі імені Котовського села Гуменці Кам'янець-Подільського району: був секретарем парткому КПУ, заступником голови, головою колгоспу (від січня 1982 року). При Любенчуку в часи незалежної України колгосп було перетворено на селянську спілку.
Був членом КПРС у 1974—1991 роках, членом бюро Кам'янець-Подільського райкому КПУ, обирався депутатом Кам'янець-Подільської районної ради.
Висунутий кандидатом у народні депутати трудовим колективом колгоспу імені Котовського Кам'янець-Подільського району. 18 березня 1990 року обрано народним депутатом України (у другому турі набрав 57,05 % голосів). Входив до груп «Аграрники», «Земля і воля». Був членом Комісії Верховної Ради України з питань агропромислового комплексу.
7 червня 1990 року від групи аграрників, яка налічувала 135 чоловік, виступив із пропозицією скасувати літній час на всій території України з червня 1990 року. Внаслідок цього 11 червня 1990 року Верховна Рада УРСР ухвалила постанову «Про зміну порядку обчислення часу на території Української РСР», в якій зазначено: «Установити з 1 липня 1990 року на території Української РСР час другого часового поясу без додання однієї години». Так з'явився київський час, що на годину відрізнявся від московського.
24 жовтня 1990 року був включений до складу Комісії з розробки нової Конституції Української РСР.